# Титовский сельсовет (Пензенская область)
Титовский сельсовет — муниципальное образование со статусом сельского поселения в Пачелмском районе Пензенской области Российской Федерации.
Административный центр — посёлок Титово.

## История
Статус и границы сельского поселения установлены Законом Пензенской области от 2 ноября 2004 года № 690-ЗПО «О границах муниципальных образований Пензенской области».
22 декабря 2010 года в соответствии с Законом Пензенской области № 1992-ЗПО в состав сельсовета включена территория упраздненного Мокро-Мичкасского сельсовета.

## Население
| 2002  | 2010  | 2012  | 2013  | 2014  | 2015  | 2016  |
| ----- | ----- | ----- | ----- | ----- | ----- | ----- |
| 1460  | ↘1318 | ↗1723 | ↘1685 | ↘1629 | ↘1610 | ↘1580 |
| 2017  | 2018  | 2021  |       |       |       |       |
| ↘1576 | ↘1552 | ↘1454 |       |       |       |       |

## Состав сельского поселения
| № | Населённый пункт | Тип населённого пункта          | Население |
| - | ---------------- | ------------------------------- | --------- |
| 1 | Мокрый Мичкасс   | село                            | ↘383      |
| 2 | Первомайская     | деревня                         | 45        |
| 3 | Порошино         | село                            | ↘10       |
| 4 | Титово           | посёлок, административный центр | ↘1308     |
| 5 | Титово           | село                            | ↘56       |

### Упразднённые населённые пункты
Варежка — упразднённый в 2006 году разъезд (тип населённого пункта).